# 箭头刺鲨
箭头刺鲨（学名：Centrophorus ugato）为角鲨科刺鲨属的鱼类。分布于东大西洋的非洲西岸及西北岸沿海、北大西洋及印度洋亦有零星分布以及台湾大溪外海等。该物种的模式产地在地中海的西西里岛附近。